# João Medina Corte-Real
João Alexandre Medina Corte-Real  (Lisboa, 2 de Julho de 1942 - Évora, 31 de Outubro de 2018), foi um meteorologista e professor universitário português, que se destacou como investigador no campo da climatologia.

## Biografia

### Nascimento e formação
Nasceu na cidade de Lisboa, em 2 de Julho de 1942.
Concluiu o doutoramento em meteorologia e climatologia.

### Carreira profissional
Exerceu como climatologista, tendo sido um importante investigador nesta área, reconhecido a nível internacional, e exercido como vice-presidente do Instituto Português do Mar e da Atmosfera.
Também foi professor catedrático no departamento de Física da Universidade de Évora, instituição onde se jubilou, tendo-se aposentado em 2008. Ensinou igualmente na Faculdade de Ciências da Universidade de Lisboa durante mais de três décadas. Naquele estabelecimento de ensino, participou como especialista em meteorologia nos programas Raiden, de 2010 a 2013, sobre descargas eléctricas atmosféricas em território nacional, e Klimhist, de 2012 a 2015, de investigação história sobre as alterações climáticas históricas. Colaborou igualmente no Centro Internacional de Investigação Climática e Aplicações para a Comunidade dos Países de Língua Portuguesa e África.

### Falecimento e família
Faleceu em 31 de Outubro de 2018, na sua habitação em Évora, aos 76 anos de idade. O corpo ficou em câmara ardente na Igreja de São Tiago, em Évora, tendo o funeral sido marcado para 2 de Novembro, no Cemitério do Espinheiro, na mesma cidade.
Era irmão do Hugo Medina Corte-Real, presbítero da Arquidiocese de Évora e Pároco de Santana e Oriola.

## Homenagens
Por ocasião do seu falecimento, o Instituto Português do Mar e da Atmosfera e a Universidade de Évora emitiram notas de pesar, onde destacaram a sua carreira como professor e investigador. Em sua homenagem, a Universidade de Évora criou o prémio João Corte-Real, no âmbito do concurso de fotografia Phenomena, sobre o tema das alterações climáticas. Também em sua homenagem, a Faculdade de Ciências da Universidade de Lisboa emitiu o texto A brilliant teacher, da autoria do professor Carlos da Camara, onde relatou a sua experiência com João Corte-Real naquele estabelecimento de ensino.